# Isthmohyla pictipes
Isthmohyla pictipes és una espècie de granota que viu a Costa Rica i, possiblement també, a Panamà.
Està amenaçada d'extinció per la pèrdua del seu hàbitat natural.